# Länsi-Suomi
Länsi-Suomi ("Västra Finland") är en finländsk dagstidning som utkommer i Raumo.
Tidningen, som grundades 1906, var ursprungligen gammalfinsk och blev senare ett språkrör för Samlingspartiet. Tidningen uppnådde tidigt ställningen som ledande tidning i sin region och blev sjudagarstidning 1980. Bland chefredaktörer märks skriftställaren Mikko Uola (1980–1992). Upplagan uppgick 2009 till 16 005 exemplar.